# Iz*One
Iz*One (кор. 아이즈원, яп. アイズワン, стилізовано як IZ*ONE, читається як Айзуан) — південнокорейсько-японський жіночий гурт в жанрі K-pop і J-pop, що був утворений після завершення талант-шоу Produce 48. Діяльність IZ*ONE в Південній Кореї керується агентством Off The Record Entertainment. Гурт складався з 12 учасників: Чан Вон Йон, Міявакі Сакура, Чо Юрі, Чхве Є На, Ан Ю Джін, Ябукі Нако, Квон Инбі, Кан Хє Вон, Хонда Хітомі, Кім Чхевон, Кім Мінджу, Лі Чхе Йон.
IZ*ONE дебютували 29 жовтня 2018 року, з мініальбомом COLOR*IZ, що посів 9 місце серед найпродаваніших K-pop альбомів за перший тиждень, а також у день виходу зайняв перші місця в чартах Hanteo та iTunes в 8 країнах. У той же час пісня «La Vie en Rose» посіла 2 місце в музичному чарті Gaon, а музичне відео побило рекорд за найбільшу кількість переглядів за 24 години.
Гурт зробив свій японський дебют 6 лютого 2019 року, із синглом «Suki to Iwasetai», що отримав платиновий сертифікат від Японської асоціації звукозаписувальних компаній за продаж більше 250 000 примірників альбому.

## Історія

### Створення гурту
Під час премії Mnet Asian Music Awards 2017 було показано тизер до нового сезону телепередачі Produce 101 — Produce 48. Цей сезон мав стати колаборацією між корейськими музичними агенціями і японським проектом AKB48 та у фіналі телепередачі планувалося сформувати міжнародний гурт. 12 квітня 2018 телешоу Produce 48 офіційно підтвердило, що тривалість контракту, який мали підписати із фінальними учасниками гурту, складає 2 роки і 6 місяців. З 15 червня по 31 серпня 2018 відбулося показ телешоу Produce 48, під час якого проводився відбір учасників до фінального гурту, а під час фінальної серії телепрограми було оголошено назву гурту та переможців, що увійшли до нього.

### 2018:COLOR*IZ
На початку вересня стало відомо, що гурт планував дебютувати у жовтні. 12 жовтня з'явився перший тизер до реаліті-шоу IZ*ONE Chu, першу серію якого мали показати 25 жовтня. Через чотири дні гурт оголосив, що 29 жовтня мав виступити зі своїм дебютним концертом «IZ*ONE Show-Con: COLOR*IZ» на сцені Olympic Hall. 29 жовтня вийшов дебютний мініальбом COLOR*IZ та музичний кліп на пісню «La Vie En Rose», який побив рекорд за найбільшу кількість переглядів дебютного K-pop кліпу за 24 години після релізу.
8 листопада IZ*ONE виступали на музичному телешоу M Countdown каналу Mnet, де вони отримали свою першу нагороду за перше місце на музичній передачі. 5 грудня гурт виконав пісню «La Vie en Rose» на японському фестивалі «FNS Music Festival 2018» та розпочав рекламувати свою діяльність у Японії. 6 грудня стало відомо, що IZ*ONE мав зробити свій японський дебют 6 лютого 2019 року.

### 2019:HEART*IZта японські альбоми
8 січня гурт повідомив, що вони мали брати участь у власному вебвар'єте «IZ*ONE City», яке створено мобільною платформою Mobidic каналу SBS. Наступного дня було опубліковано перші фотографії дебютного японського синглу «Sukito Iwasetai» та гурту у стилі альбому. 20 січня гурт IZ*ONE вперше виступив у Японії на сцені «Tokyo Dome City Hall» із піснями альбому Sukito Iwasetai. З 2 по 24 лютого IZ*ONE проводив рекламну кампанію присвячену японському дебюту у співпраці з універмагом 109 до дня Святого Валентина, під час якої працювали тимчасові кіоски. 25 лютого стало відомо, що гурт збирається зробити свій перший камбек у квітні того року.
Японський дебютний сингл «Sukito Iwasetai» отримав офіційний платиновий сертифікат від Японської асоціації звукозаписувальних компаній за продаж більше 250 000 фізичних примірників альбому. 4 березня Mnet повідомили, що працюють на другим сезоном, а 12 березня і 15 березня вийшли тизери другого сезону телешоу IZ*ONE CHU, прем'єра якого мала відбутися 21 березня об 11 годині вечора за KST. Через п'ять днів після того гурт IZ*ONE виклав концепт-трейлер до свого першого камбеку та оголосив, що він мав відбутися 1 квітня о 6 годині вечора за KST. 18 квітня стало відомо, що IZ*ONE візьме участь у фестивалі «KCON Japan 2019», що мав пройти з 17 по 19 травня. 21 квітня гурт оголосив, що він планував виступити із піснями з нового альбому HEART*IZ під час телешоу HEART TO HEART*IZ каналу Mnet, що мало транслюватися 1 квітня о 7 годині вечора за KST. Кількість передзамовлень другого мініальбому HEART*IZ перевищила 200 000 примірників.
1 квітня вийшов новий мініальбом HEART*IZ та музичний відеокліп на пісню «Violeta». Продажі другого мініальбому HEART*IZ у перший тиждень з 1 по 7 квітня склали більше 130 000 фізичних примірників, таким чином було побито попередній рекорд, встановлений гуртом Twice. 2 травня музичний фестиваль KCON повідомив, що IZ*ONE планував взяти участь у музичному фестивалі «KCON NY 2019», що мав пройти з 6 по 7 липня. Наприкінці травня було опубліковано тизер та фотографії гурту до нового японського синглу «Buenos Aires», видання якого планувалося 26 червня. З 7 по 9 червня IZ*ONE провели свій перший сольний концерт «Eyes On Me» на стадіоні «Чамсіль Арена» у Сеулі, де виконували як пісні зі своїх альбомів, так і пісні з Produce 48. Окрім того концерти також мали відбутися у Таїланді, Республіці Китай, Гонконгу та Японії. 12 червня було опубліковано музичне відео на пісню «Buenos Aires», а 26 червня вийшов японський сингл «Buenos Aires», який в день виходу посів перше місце в чарту Oricon. Японської асоціації звукозаписувальних компаній оголосила, що альбом «Buenos Aires» 14 липня отримав золото за продаж більше 100 000 примірників, а 6 серпня — платину за продаж більше 250 000 примірників.
12 вересня гурт виклав музичне відео на пісню «Vampire», яка мала ввійти до їхнього третього японського синглу «Vampire», що виходив 26 вересня. Третій японський сингл у день виходу посів перше місце за кількістю продажів у чарті Oricon — було продано 174 242 фізичних примірників. 10 жовтня було повідомлено, що альбом Vampire отримав золото від Японської асоціації звукозаписувальних компаній за продаж більше 100 000 примірників.
14 жовтня стало відомо, що гурт IZ*ONE планує зробити камбек з корейським альбомом у листопаді. 29 жовтня опубліковано концепт-трейлер до планованого камбеку, а 4 листопаду — музичну підбірку, яка містила уривки пісень з планованого студійного альбому. 7 листопада лейбл Off The Record Entertainment оголосив, що планований камбек гурту IZ*ONE разом із випуском студійного альбому тимчасово перенесено на невизначений термін, у зв'язку з розслідуванням каналу Mnet щодо маніпуляцій у голосуваннях.

### 2020:BLOOM*IZ,Oneiric Diary
23 січня канал Mnet повідомив, що гурт незабаром планував відновити свою діяльність, а 2 лютого IZ*ONE оголосив, що камбек гурту планувався на 17 лютого разом із виходом повноцінного альбому BLOOM*IZ. 11 лютого викладено тизер до музичного відео на пісню «Fiesta». 17 лютого опубліковано музичне відео на пісню «Fiesta» та видано перший студійний альбом BLOOM*IZ, який побив рекорд за кількістю проданих фізичних примірників на Hanteo протягом першого дня продажів — було продано 183 975 примірників. 24 лютого чарт Hanteo повідомив, що протягом першого тижня продано 356 313 примірників альбому BLOOM*IZ і він став першим альбом жіночого гурту, продажі якого перевищили 300 000 примірників.
16 травня було оголошено дату виходу і опубліковано трейлер до фільму «Eyes On Me: The Movie», який мав вийти 10 червня та показувати процес підготовки до концерту «Eyes On Me» і сам концерт. 20 травня викладено тизер до нового сезону телешоу IZ*ONE CHU, прем'єра якого була запланована на 3 червня о 7 годині вечора за KST. 28 травня музичний фестиваль KCON повідомив, що гурт IZ*ONE планував взяти участь у фестивалі «KCON:TACT 2020», який того року мав проходити онлайн на платформі YouTube.
18 травня IZ*ONE повідомив, що зробить камбек з новим мініальбомом 15 червня, а 31 травня викладено трейлер третього мініальбому Oneiric Diary. 15 червня видано третій мініальбом Oneiric Diary та опубліковано відео виконання пісень «Welcome» і «Secret Story of the Swan», які були викладені у зв'язку з тим, що вихід музичного кліпу на пісню «Secret Story of the Swan» перенесено на 16 червня. Музичний кліп на пісню «Secret Story of the Swan» було опубліковано 16 червня. 22 червня чарт Hanteo повідомив, що кількість проданих примірників альбому Oneiric Diary за перший тиждень досягла 389 334, що в свою чергу побило рекорд встановлений попереднім альбомом BLOOM*IZ. 30 червня IZ*ONE із піснею «Secret Story Of The Swan» всьоме посіли перше місце на корейських музичних телепередачах.
На початку серпня було повідомлено про проведення онлайн концерту «Oneiric Theater», що мав пройти 13 вересня о 5 вечора за KST із застосуванням AR і Розширена реальність. 6 серпня Gaon Chart повідомили, що альбом Oneiric Diary отримав подвійну платину за продаж більше 500 000 примірників. 15 вересня стало відомо, що реаліті-шоу IZ*ONE CHU повернеться з четвертим сезоном, який мав вийти 23 вересня о 8 годині вечора за KST.
14 вересня було опубліковані перші фотографії присвяченні першому повноцінному японському альбому Twelve, а пізніше того місяця було викледено тизер до відеокліпу на пісню «Beware» з альбому та тизер підбірку пісень, які будуть в альбомі. 5 жовтня було оголошено, що IZ*ONE візьме участь у фестивалі «KCON: TACT 2020 Season 2», що мав пройти з 16 жовтня по 25 жовтня. 6 жовтня було опубліковано відеокліп на пісню «Beware», а 21 жовтня вийшов повноцінний японський альбом, який зайняв перше місце в чарті Oricon за перший тиждень продажів і побив рекорд за кількість проданих примірників за перший день, продавши 124 178. 9 листопада Японська асоціація звукозаписувальних компаній повідомила, що альбом Twelve отримав золото за продаж більше 100 000 примірників.
10 листопада стало відомо, що гурт планує зробити камбек в грудні того року, а пізніше було опубліковано тизер до четвертого мініальбому One-reeler: Act IV, що мав вийти 7 грудня. 7 грудня було викладено відеокліп на пісню «Panorama» та випущено четвертий мініальбом, що посів перші місця в чарті Gaon. 24 грудня гурт отримав 5-ту нагороду за перше місце з піснею «Panorama» на музичних передачах.

### 2021: Сингл «D-D-Dance», концерт «ONE, THE STORY», розформування гурту
12 січня CJ ENM почала переговори з агенціями учасників гурту IZ*ONE щодо продовження контракту на участь в гурті, який мав закінчити свою дію в квітні 2021 року. 18 січня було оголошено про камбек гурту з новим синглом «D-D-Dance», який вийде одразу із запуском платформ фандомів «UNIVERSE». 26 січня на платформі фандомів «UNIVERSE» було опубліковано музичний відеокліп на пісню «D-D-Dance», а 28 лютого на цій платформі гурт IZ*ONE вперше провів онлайн фан-зустріч.
2 лютого було повідомлено про те, що гурт IZ*ONE у колаборації з PH-1 та Сою випустить сингл «ZERO: ATTITUDE», що є частиною кампанії Pepsi під назвою «Pepsi 2021 K-Pop Campaign». 11 лютого опубліковано тизер до нового шоу Fantastic IZ: Hidden School, що мало виходити на платформі «UNIVERSE». Крім того, стало відомо, що гурт планує провести онлайн концерт «ONE, THE STORY», який мав пройти в березні того року. 15 лютого вийшов музичний кліп на сингл «ZERO: ATTITUDE», а 23 квітня було викладено танцювальну версію музичного кліпу.
11 березня агенція «Off The Record» і «Swing Entertainment» офіційно повідомила, що контракт гурту IZ*ONE не був подовжений, а тому гурт буде розформовано, як і планувалося у квітні 2021 року. 13-14 березня IZ*ONE провели прощальний концерт «ONE, THE STORY», під час якого виконали пісні зі своїх альбомів та пісні інших виконавців, а також представили дві пісні, що на той час ще не вийшли, а саме «Lesson» та «Parallel Universe». 26 березня гурт опублікував римейк на пісню «3!4!» виконавця Roo'ra, яка була хітом у 1990-х роках. 29 квітня гурт IZ*ONE був офіційно розформовано у зв'язку з тим, що закінчився термін дії контракту.

## Критика
28 жовтня 2018 було створено петицію на сайті Синього Дому щодо заборони показувати гурт IZ*ONE на національних каналах Південної Кореї. Ініціатор петиції пояснив це тим, що «національні канали утримуються на податки населення Південної Кореї. При цьому гурт AKB48 відомий своєю підтримкою японських ультраправих організацій та участю в концертах на їхню підтримку, а IZ*ONE утворено внаслідок кооперації з AKB48». Також однією з підстав для заборони гурту на думку підписувачів петиції є те, що Міявакі Сакура брала участь у виконанні національного гімну Японії. 31 жовтня 2018 канал KBS, а 1 листопада — і канал SBS заборонили гурту виконання пісні «Suki ni Nacchaudarou? (반해버리잖아? (好きになっちゃうだろう？)) (IZ*ONE ver.)» тому, що вона повністю японською мовою та її зміст не відповідає політиці каналів.

## Члени гурту
Члени гурту у списку розташовані згідно з їхнім фінальними рейтингами в останній серії «Produce 48»:
- Чан Вон Йон (кор. 장원영)

Дата народження: 31.08.2004
- Міявакі Сакура (яп. 宮脇咲良, кор. 미야와키 사쿠라)

Дата народження: 19.03.1998
- Чо Юрі (кор. 조유리)

Дата народження: 22.10.2001
- Чхве Є На (кор. 최예나)

Дата народження: 29.09.1999
- Ан Ю Джін (кор. 안유진)

Дата народження: 01.09.2003
- Ябукі Нако (яп. 矢吹奈子, кор. 야부키 나코)

Дата народження: 18.06.2001
- Квон Инбі (кор. 권은비)

Дата народження: 27.09.1995
- Кан Хє Вон (кор. 강혜원)

Дата народження: 05.07.1999
- Хонда Хітомі (яп. 本田仁美, кор. 혼다 히토미)

Дата народження: 06.10.2001
- Кім Чхевон (кор. 김채원)

Дата народження: 01.08.2000
- Кім Мінджу (кор. 김민주)

Дата народження: 05.02.2001
- Лі Чхе Йон (кор. 이채연)

Дата народження: 11.01.2000

## Дискографія
- Bloom*Iz (2020)
- Twelve (2020)

## Фільмографія
- «IZ*ONE Show-Con: COLOR*IZ»
- «IZ*ONE CHU»
- «IZ*ONE City»

## Нагороди та номінації
| Рік  | Нагорода                                 | Категорія                                                             | Результат | Прим.           |
| ---- | ---------------------------------------- | --------------------------------------------------------------------- | --------- | --------------- |
| 2018 | Премія Asia Artist                       | Нагорода «Новачок» (англ. Rookie Award)                               | Перемога  | [ 145 ]         |
| 2018 | Премія Melon Music                       | Найкращий новий виконавець (жінки)                                    | Номінація | [ 146 ]         |
| 2018 | Премія Mnet Asian Music прем'єра в Кореї | Виконавець року                                                       | Номінація | [ 147 ]         |
| 2018 | Премія Mnet Asian Music прем'єра в Кореї | Найкращий новий виконавець (жінки)                                    | Перемога  | [ 148 ]         |
| 2018 | Премія Mnet Asian Music у Гонконгу       | Новий виконавець в Азії (англ. New Asian Artist)                      | Перемога  | [ 149 ]         |
| 2018 | 33-тя Премія Golden Disk                 | Новачок року                                                          | Перемога  | [ 150 ]         |
| 2018 | 28-ма Премія Seoul Music                 | Нагорода «Новачок»                                                    | Перемога  | [ 151 ]         |
| 2018 | 28-ма Премія Seoul Music                 | Нагорода за популярність                                              | Номінація | [ 152 ]         |
| 2018 | 28-ма Премія Seoul Music                 | Нагорода за популярність у к-хвилі (англ. K-Wave Popularity Award)    | Номінація | [ 152 ]         |
| 2018 | 8-ма Премія Gaon Chart Music             | Новий виконавець року (альбом) (англ. New Artist of the Year (Album)) | Перемога  | [ 153 ]         |
| 2019 | Премія M2 X Genie Music                  | Жіночий гурт                                                          | Номінація | [ 154 ]         |
| 2019 | Премія M2 X Genie Music                  | The Performing Artist Female                                          | Перемога  | [ 155 ]         |
| 2019 | Премія M2 X Genie Music                  | M2 Найпопулярніший виконавець                                         | Перемога  | [ 155 ]         |
| 2019 | Премія V HEARTBEAT (від V Live)          | V Live Топ 12 глобальних виконавців                                   | Перемога  | [ 156 ]         |
| 2019 | Премія Mnet Asian Music                  | Найкращий жіночий гурт                                                | Номінація | [ 157 ]         |
| 2019 | Премія Mnet Asian Music                  | Найкраще танцювальне виконання жіночим гуртом                         | Номінація | [ 157 ]         |
| 2019 | Премія Mnet Asian Music                  | Пісня року                                                            | Номінація | [ 157 ]         |
| 2019 | Премія Mnet Asian Music                  | Виконавець року                                                       | Номінація | [ 157 ]         |
| 2019 | Премія Mnet Asian Music                  | Вибір міжнародних фанатів Топ 10                                      | Номінація | [ 157 ]         |
| 2019 | 29-та Премія Seoul Music                 | Головний приз                                                         | Номінація | [ 158 ]         |
| 2019 | 29-та Премія Seoul Music                 | Нагорода за популярність                                              | Номінація | [ 158 ]         |
| 2019 | 29-та Премія Seoul Music                 | Нагорода за популярність у к-хвилі                                    | Номінація | [ 158 ]         |
| 2020 | 34-ї Премія Japan Gold Disc              | Новий виконавець року (Азія)                                          | Перемога  | [ 159 ] [ 160 ] |
| 2020 | 34-ї Премія Japan Gold Disc              | Найкращих 3 нових виконавця (Азія)                                    | Перемога  | [ 159 ] [ 160 ] |
| 2020 | Премія Soribada Best K-Music             | Основний приз (Бонсан)                                                | Перемога  | [ 161 ]         |
| 2020 | Премія Soribada Best K-Music             | Нагарячіший міжнародний тренд                                         | Перемога  | [ 161 ]         |
| 2020 | Премія Asia Artist                       | Нагорода за потенціал (виконавець)                                    | Перемога  | [ 162 ]         |
| 2020 | Премія Asia Artist                       | Кращий музикант                                                       | Перемога  | [ 162 ]         |
| 2020 | Премія Melon Music                       | Топ 10 артистів                                                       | Перемога  | [ 163 ]         |
| 2020 | Премія APAN Music                        | Топ 10 артистів                                                       | Перемога  | [ 164 ]         |
| 2020 | Премія APAN Music                        | Вибір фанатів Idol Champ — гурт                                       | Перемога  | [ 164 ]         |
| 2020 | Премія Mnet Asian Music                  | Улюблений жіночий гурт                                                | Перемога  | [ 165 ]         |
| 2020 | Премія Mnet Asian Music                  | Найкращий жіночий гурт                                                | Номінація | [ 166 ]         |
| 2020 | Премія Mnet Asian Music                  | Найкраще танцювальне виконання — жіночий гурт                         | Номінація | [ 166 ]         |
| 2020 | Премія Mnet Asian Music                  | Пісня року                                                            | Номінація | [ 166 ]         |
| 2020 | Премія Mnet Asian Music                  | Виконавець року                                                       | Номінація | [ 166 ]         |
| 2020 | Премія Mnet Asian Music                  | Топ 10 за вибором світових фанатів                                    | Номінація | [ 166 ]         |
| 2020 | Премія The Fact Music                    | Виконавець року                                                       | Перемога  | [ 167 ]         |
| 2020 | 10-та Премія Gaon Chart Music            | Гаряче виконання року                                                 | Перемога  | [ 168 ]         |
| 2020 | 30-та Премія Seoul Music                 | Бонсан (Головний приз)                                                | Перемога  | [ 169 ]         |

## Виноски
1. ↑  Камбек у Південній Кореї позначає маркетинговий період, при якому виходить кожен новий альбом виконавця, окрім дебютного. Докладніше: Маркетинг у К-pop